# 安卡·珀特勒什科尤
安卡·珀特勒什科尤（羅馬尼亞語：Anca Pătrășcoiu，1967年10月17日—），罗马尼亚女子游泳运动员。她曾代表罗马尼亚参加1984年和1988年夏季奥林匹克运动会游泳比赛，获得一枚铜牌。